# L'Homme au chapeau rouge
L’Homme au chapeau rouge est un roman d’Hervé Guibert publiée à titre posthume en 1992.  

## Résumé
Deux intrigues sont contées et se mêlent : disparition d’un marchand d’art, affaire de faux tableaux. Dans ce récit, l’auteur relate ses rencontres artistiques avec les peintres Balthus et Miquel Barceló. Le sida, dont est atteint l’auteur, n’est pas le sujet du livre, mais est omniprésent en arrière-plan,.

## Commentaires
L’auteur replace sa vie dans un univers romanesque, volonté de se détacher de la réalité, de se réfugier dans l’univers de la peinture, de la fiction : « J’avais un vrai mystère à raconter, donc quelque chose d’insaisissable : la fuite de la chair dans la peinture, la saignée progressive de l’âme sur la toile ». Mais le détachement ne trouve pas son aboutissement et le vécu de l’auteur malade s’impose de façon d’autant plus violente : « C’est le hasard et le désespoir de l’écriture qui ont figé ainsi cet épisode, jusqu’à ce que je le déchire et le recommence, à jamais, toujours le même, jusqu’à la folie, jusqu’au silence » Ce récit aux portes de la folie et de la mort témoigne de la richesse de l’œuvre d’Hervé Guibert mais également de sa complexité. Le titre renvoie à la fois à l’auteur et à certains tableaux,.